# 哈斯蒂鎮區 (阿肯色州牛頓縣)
哈斯蒂鎮區（英語：Hasty Township）是位於美國阿肯色州牛頓縣的一個行政鎮區。

## 地方資料
哈斯蒂鎮區的面積為49.53平方千米，當中陸地面積為49.25平方千米，而水域面積為0.28平方千米。根據2010年美國人口普查的數據，當地共有人口268人，而人口密度為每平方千米5.41人。